# Amaury Delerue

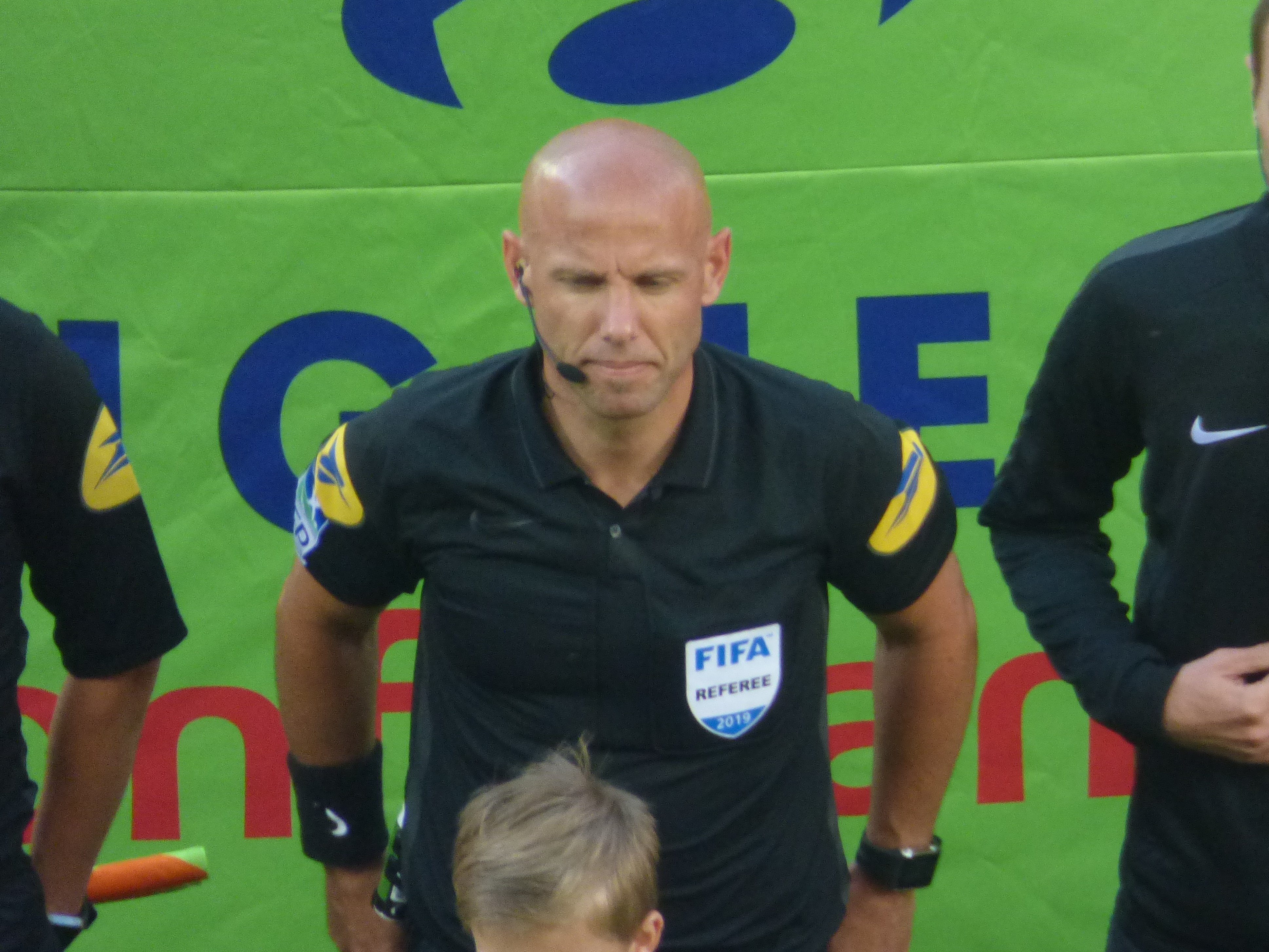
Amaury Delerue (2019)

Amaury Delerue (* 6. Juni 1977 in Luzy) ist ein französischer Fußballschiedsrichter.
Delerue leitet seit der Saison 2009/10 Spiele in der Ligue 2 und seit der Saison 2012/13 Spiele in der Ligue 1. Bisher hatte er über 170 Einsätze in der Ligue 1.
Von 2015 bis 2020 stand er auf der Liste der FIFA-Schiedsrichter und leitete internationale Fußballpartien. Im Dezember 2020 pfiff er sein einziges Spiel in der Europa League. 2021 wurde er durch Jérémie Pignard ersetzt. Seit 2022 steht er als Videoschiedsrichter auf der FIFA-Liste.
Am 24. Juli 2020 leitete Delerue das Finale der Coupe de France 2019/20 zwischen Paris Saint-Germain und der AS Saint-Étienne (1:0).